# Mapleton (Oregon)
Pour les articles homonymes, voir Mapleton (homonymie).
Mapleton est une localité américaine située dans le comté de Lane, dans l'Oregon. Elle est traversée par le Siuslaw.